# Villers-Cotterêts
Villers-Cotterêts je naselje in občina v severnem francoskem departmaju Aisne regije Pikardije. Leta 1999 je naselje imelo 10.106 prebivalcev.

## Geografija
Kraj se nahaja v pokrajini Valois v neposredni bližini večjega gozdnega rezervata Forêt de Retz, 23 km jugozahodno od Soissonsa. .

## Administracija
Villers-Cotterêts je sedež istoimenskega kantona, v katerega so poleg njegove vključene še občine Ancienville, Corcy, Coyolles, Dampleux, Faverolles, Fleury, Haramont, Largny-sur-Automne, Longpont, Louâtre, Montgobert, Noroy-sur-Ourcq, Oigny-en-Valois, Puiseux-en-Retz, Retheuil, Soucy, Taillefontaine, Villers-Hélon in Vivières s 14.743 prebivalci.
Kanton je sestavni del okrožja Soissons.

## Zgodovina
Villers-Cotterêts je bil leta 1539 prizorišče podpisa odloka francoskega kralja Franca I., s katerim je francoščina postala uradni jezik kraljestva namesto latinščine.

## Zanimivosti
- Dvorec Château de Noüe, zgrajen v 16. stoletju za potrebe francoskega kralja Franca I., prenovljen v 18. stoletju. Na tem mestu je prvotno stal grad iz sredine 10. stoletja, dvakrat požgan do tal, preden je bil v začetku 12. stoletja zgrajen iz kamna.
- rojstna hiša - muzej francoskega pisatelja Alexandra Dumasa (1802-1870).